# Station Lonzée
Station Lonzée is een spoorwegstation langs spoorlijn 161 (Brussel - Namen) in Lonzée, een deelgemeente van Gembloers (Frans: Gembloux). Het is nu een stopplaats.

## Treindienst
| Serie       | Treinsoort          | Route                                  | Bijzonderheden             |
| ----------- | ------------------- | -------------------------------------- | -------------------------- |
| L 6250      | L-trein (NMBS)      | Ottignies – Gembloers – Lonzée – Namen |                            |
| P 7650/8650 | Piekuurtrein (NMBS) | Namen – Lonzée – Gembloers – Ottignies | Rijdt alleen op werkdagen. |

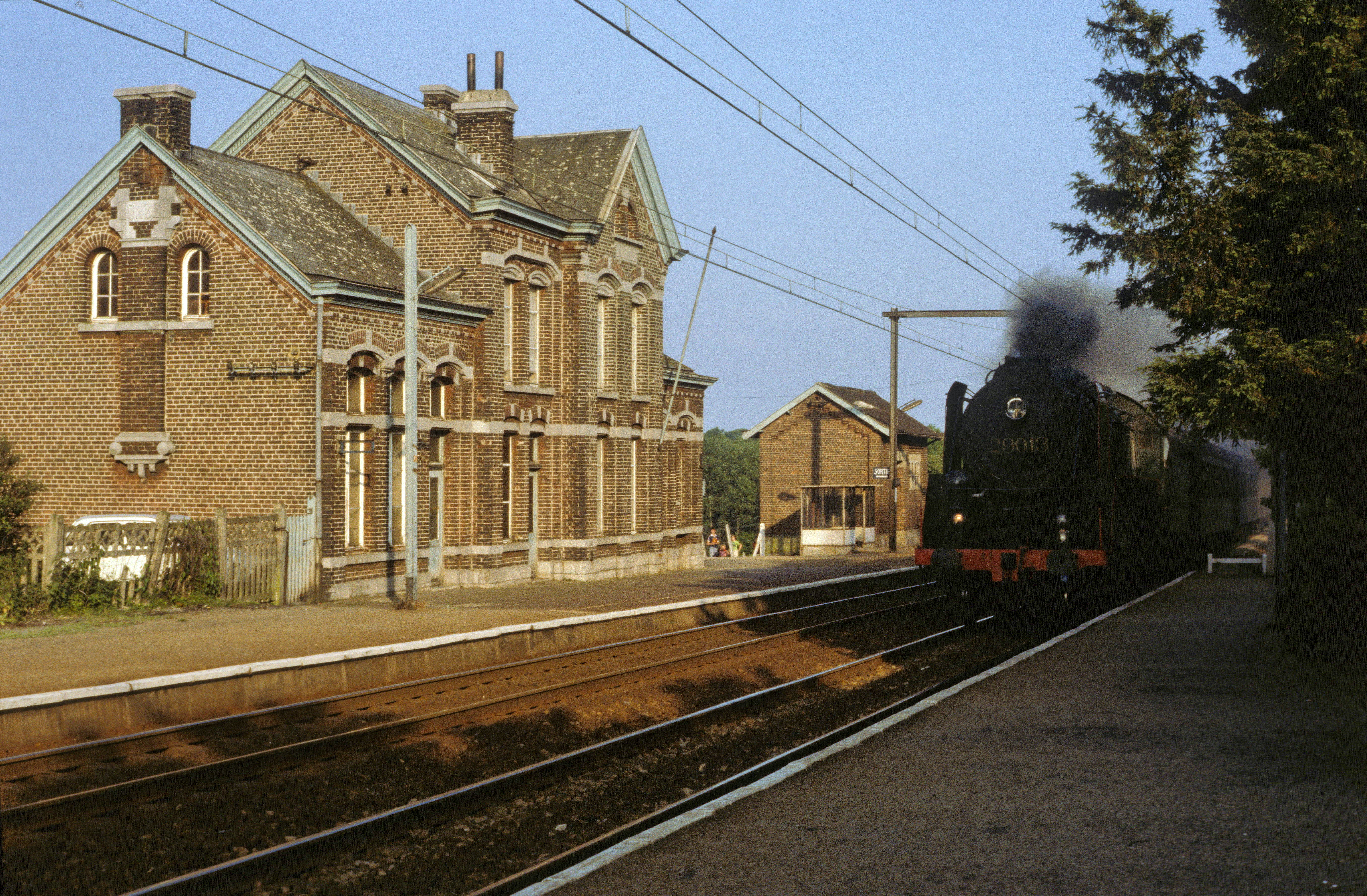
Station van Lonzée in 1979

## Reizigerstellingen
De grafiek en tabel geven het gemiddeld aantal instappende reizigers weer op een week-, zater- en zondag.
| Tabel: aantal instappende reizigers station Lonzée | Tabel: aantal instappende reizigers station Lonzée | Tabel: aantal instappende reizigers station Lonzée | Tabel: aantal instappende reizigers station Lonzée |
|                                                    | Weekdag                                            | Zaterdag                                           | Zondag                                             |
| -------------------------------------------------- | -------------------------------------------------- | -------------------------------------------------- | -------------------------------------------------- |
| 1977                                               | 269                                                | 40                                                 | 29                                                 |
| 1978                                               | 290                                                | 67                                                 | 25                                                 |
| 1979                                               | 221                                                | 60                                                 | 24                                                 |
| 1980                                               | 203                                                | 61                                                 | 29                                                 |
| 1981                                               | 209                                                | 69                                                 | 20                                                 |
| 1982                                               | 175                                                | 42                                                 | 24                                                 |
| 1983                                               | 174                                                | 50                                                 | 18                                                 |
| 1984                                               | 229                                                | 62                                                 | 42                                                 |
| 1985                                               | 224                                                | 55                                                 | 24                                                 |
| 1986                                               | 208                                                | 68                                                 | 38                                                 |
| 1987                                               | 207                                                | 86                                                 | 33                                                 |
| 1988                                               | 205                                                | 65                                                 | 41                                                 |
| 1989                                               | 170                                                | 42                                                 | 29                                                 |
| 1990                                               | 171                                                | 43                                                 | 45                                                 |
| 1991                                               | 188                                                | 59                                                 | 44                                                 |
| 1992                                               | 172                                                | 72                                                 | 38                                                 |
| 1993                                               | 170                                                | 73                                                 | 36                                                 |
| 1994                                               | 177                                                | 44                                                 | 13                                                 |
| 1995                                               | 172                                                | 58                                                 | 18                                                 |
| 1996                                               | 229                                                | 43                                                 | 10                                                 |
| 1997                                               | 179                                                | 27                                                 | 12                                                 |
| 1998                                               | 175                                                | 26                                                 | 13                                                 |
| 1999                                               | 123                                                | 24                                                 | 12                                                 |
| 2000                                               | 170                                                | 28                                                 | 18                                                 |
| 2001                                               | 168                                                | 23                                                 | 12                                                 |
| 2002                                               | 165                                                | 24                                                 | 14                                                 |
| 2003                                               | 179                                                | 34                                                 | 24                                                 |
| 2004                                               | 168                                                | 38                                                 | 16                                                 |
| 2005                                               | 188                                                | 40                                                 | 17                                                 |
| 2006                                               | 196                                                | 34                                                 | 24                                                 |
| 2007                                               | 209                                                | 40                                                 | 22                                                 |
| 2008                                               | -                                                  | -                                                  | -                                                  |
| 2009                                               | 195                                                | 27                                                 | 20                                                 |
| 2010                                               | -                                                  | -                                                  | -                                                  |
| 2011                                               | -                                                  | -                                                  | -                                                  |
| 2012                                               | 200                                                | 42                                                 | 25                                                 |
| 2013                                               | 177                                                | 23                                                 | 30                                                 |
| 2014                                               | 227                                                | 45                                                 | 25                                                 |
| 2015                                               | 135                                                | 28                                                 | 18                                                 |
| 2016                                               | 153                                                | 21                                                 | 10                                                 |
| 2017                                               | 180                                                | 22                                                 | 10                                                 |
| 2018                                               | 137                                                | 22                                                 | 19                                                 |
| 2019                                               | 148                                                | 22                                                 | 11                                                 |
| 2020                                               | 95                                                 | 31                                                 | 10                                                 |
| 2021                                               | -                                                  | -                                                  | -                                                  |
| 2022                                               | 184                                                | 18                                                 | 17                                                 |
| 2023                                               | 212                                                | 59                                                 | 21                                                 |
| 2024                                               | 193                                                | 29                                                 | 31                                                 |

0,0: Schaarbeek ·
3,5: Koninklijke-Sint-Mariastraat ·
4,4: Rogierstraat ·
5,1: Leuvensesteenweg ·
5,8: Brussel-Schuman ·
6,1: Wetstraat ·
7,0: Brussel-Luxemburg ·
8,0: Mouterij ·
8,9: Etterbeek ·
10,1: Watermaal ·
12,0: Bosvoorde ·
13,9: Zoniënwoud ·
17,0: Groenendaal ·
18,9: Hoeilaart ·
20,0: Bakenbos ·
22,0: Terhulpen ·
23,2: Genval ·
25,2: Rixensart ·
27,7: Profondsart ·
29,0: Le Buston ·
30,0: Ottignies ·
36,0: Mont-Saint-Guibert ·
38,0: Blanmont ·
40,0: Chastre ·
41,9: Ernage ·
45,0: Gembloers ·
47,6: Lonzée ·
50,9: Beuzet ·
53,0: Saint-Denis-Bovesse ·
56,0: Rhisnes ·
62,0: Namen